# Anthurium jesusii
Anthurium jesusii är en kallaväxtart som beskrevs av Thomas Bernard Croat. Anthurium jesusii ingår i släktet Anthurium och familjen kallaväxter. Inga underarter finns listade.